# Степанов, Иван Тимофеевич
Иван Тимофеевич Степанов (12 ноября (23 ноября), 1894, дер. Рябцево, Калязинский уезд, Тверская губерния, Российская империя — 28 декабря 1937, Челябинск, РСФСР) — советский партийный, профсоюзный и государственный деятель, председатель Челябинского облисполкома (1937).

## Биография
В 1906—1915 гг. — ученик столяра, столяр в мастерских Санкт-Петербурга (Петрограда). С 1915 г. служил в армии, в 1917—1918 гг. избирался членом ротного и полкового солдатских комитетов. С 1918 г. столяр на строительстве Верхне-Волжской железной дороги, организатор и руководитель рабочего комитета; председатель Главного дорожного комитета (Москва), комиссар Кашинского (Тверская губерния) участка дороги.
- 1920—1923 гг. — комиссар строительства в г. Кашине, председсталь Кашинского городского управления профбюро,
- 1923—1928 гг. — председатель Бежецкого райпотребсоюза, секретарь Бежецкого уездного комитета ВКП(б),
- 1928—1929 гг. — секретарь Тверского фабрично-районного комитета ВКП(б),
- 1929—1930 гг. — председатель Тверского окружного совета профсоюзов,
- 1930—1934 гг. — председатель Москосвского областного комитета профсоюза строителей,
- 1934—1936 гг. — председатель Челябинского областного совета профессиональных союзов,
- 1936—1937 гг. — секретарь Челябинского городского комитета ВКП(б),
- июнь—октябрь 1937 г. — председатель исполкома Челябинского областного Совета депутатов трудящихся.

Член ЦИК СССР (1935).
Был арестован по ст. 58 УК РСФСР и приговорен к высшей мере наказания. Реабилитирован в 1956 г.